# Killai
Killai è una suddivisione dell'India, classificata come town panchayat, di 10.186 abitanti, situata nel distretto di Cuddalore, nello stato federato del Tamil Nadu. In base al numero di abitanti la città rientra nella classe IV (da 10.000 a 19.999 persone).

## Geografia fisica
La città è situata a 11° 27' 59 N e 79° 46' 22 E.

## Società

### Evoluzione demografica
Al censimento del 2001 la popolazione di Killai assommava a 10.186 persone, delle quali 5.031 maschi e 5.155 femmine. I bambini di età inferiore o uguale ai sei anni assommavano a 1.404, dei quali 720 maschi e 684 femmine. Infine, coloro che erano in grado di saper almeno leggere e scrivere erano 5.838, dei quali 3.336 maschi e 2.502 femmine.